# Tegla Loroupe
Tegla Chepkite Loroupe (Kapsait, 9 maggio 1973) è un'ex mezzofondista e maratoneta keniota, campionessa mondiale di mezza maratona nel 1997, 1998 e 1999.

## Biografia
Tegla Loroupe è di etnia pokot; è cresciuta nel suo villaggio con altri 24 fratelli (il padre aveva 5 mogli). Ha passato l'infanzia a lavorare i campi e a badare ai fratelli più piccoli, finché - all'età di 7 anni - non iniziò la scuola. Ogni giorno doveva affrontare a piedi nudi 10 chilometri ad andare e altrettanti a tornare. Proprio a scuola cominciò a gareggiare, raccogliendo molti successi sugli 800 e sui 1500 metri piani, anche contro atlete più grandi di lei.
Decise così di intraprendere la carriera di atleta, supportata in questo soltanto dalla madre e dalla sorella maggiore. Neppure la federazione keniota sembrava credere in lei, ritenendola troppo minuta (1,53 m di altezza). Tuttavia, dopo che nel 1988 ebbe vinto una prestigiosa gara di corsa campestre nel suo paese, fu invitata a partecipare ai suoi primi campionati mondiali giovanili, dove concluse al 28º posto.

### La carriera agonistica
Molti i primati stabiliti dalla Loroupe in carriera. È stata la prima donna africana a vincere la maratona di New York (1994) e la prima keniota a stabilire il miglior tempo al mondo (ancora non si parlava di record mondiale su quella distanza, riconosciuto dalla World Athletics solo dal 2004) nella maratona (l'ultima a Berlino nel 1999, con 2h20'43").
Successivamente il record stabilito a Berlino è stato battuto, ma la Loroupe detiene ancora i record mondiali sui 20000, 25000 e 30000 m piani.
La sua prima medaglia in campo internazionale fu il bronzo ai Mondiali di mezza maratona a Bruxelles e la prima vittoria importante fu - come ricordato - a New York l'anno successivo, bissata poi nel 1995. In quello stesso anno vince il suo primo bronzo ai Mondiali, sui 10000 m piani, bissato poi nel 1999 a Siviglia.
Sulla stessa distanza ha vinto l'oro ai Goodwill Games nel 1994 e 1998 mentre nel 1994, 1995 e 1996 vince la BOclassic gara sui 5 km che si svolge il 31 dicembre a Bolzano.
Nel 1997 centra due importanti vittorie: la prima vittoria alla maratona di Rotterdam (cui seguiranno le vittorie nel 1998 e nel 1999) e la prima vittoria ai Mondiali di mezza maratona (bissati nel [1998). Grazie anche a questi successi raggiunge la vetta della classifica mondiale.
Il 1999 è un altro anno magico, nella maratona (di nuovo Rotterdam e Berlino, cui si aggiunge il secondo posto ad Osaka), ma anche in pista, con la medaglia di bronzo nei 10000 m piani ai Mondiali di Siviglia. A fine stagione si riconferma in testa alla classifica mondiale.
Nel 2000 vince le maratone di Roma e di Londra, e stabilisce il record sui 20000 m piani (a Borgholzhausen, in Germania, 1h05'26"6), ma la partecipazione ai Giochi olimpici di Sydney non è altrettanto fruttuosa: a causa di un'intossicazione da cibo avariato la notte prima della gara non va oltre la 5ª piazza nei 10000 m piani e la 13ª nella maratona. Gli strascichi di questo incidente, ed altri problemi fisici, si protrarranno per tutto il 2001, impedendole di esprimersi al meglio.
Torna ad una vittoria importante nel 2002, alla maratona di Losanna. In quello stesso anno stabilì anche il record sui 25000 m piani (1h27'05"9 a Mengerskirchen). Al 2003 risalgono invece il record sui 30000 m piani (1h45'50"0 a Warstein) e la vittoria alla maratona di Colonia.
Nel 2004 vince la maratona di Lipsia mentre nel 2006 arriva seconda alla maratona di Venezia e vince la mezza maratona di Hong Kong.

### L'attività benefica di Tegla
A partire dal 2003, Tegla Loroupe ha promosso una serie di corse (le Peace Races) per la promozione della pace nella regione dei grandi laghi, sotto l'egida della Tegla Loroupe Peace Foundation (TLPF). Le corse ora sono 4: Uganda Peace Race, Southern Sudan Peace Race, Kapenguria Peace Race e Tana-River Peace Race.
La TLPF è un'organizzazione benefica che si occupa dello sviluppo socioeconomico della zona racchiusa tra il corno d'Africa e la regione dei Grandi Laghi.
Il principale scopo della Fondazione è sostenere e favorire iniziative che promuovano risoluzioni di conflitti, pace e iniziative atte a ridurre la povertà, che aumentino i mezzi di sussistenza e la capacità di recupero delle persone povere afflitte dalla vulnerabilità nei conflitti e contese civili nella regione.
L'organizzazione benefica considera un mondo pacifico, prospero e giusto nel quale lo sport è un fattore di unità e fratellanza.
La fondazione ha cominciato la costruzione di un complesso denominato Tegla Loroupe Peace Academy, a Kapenguria in Kenya. Nelle intenzioni dei promotori sarà una scuola modello, che offrirà l'accesso alla scolarizzazione ai bambini abbandonati o resi orfani dalla guerra e dall'AIDS, ma anche un'istituzione che favorisca la pace e lo sviluppo pacifico dei paesi coinvolti dai progetti.
Tegla Loroupe ha contribuito alla creazione della Squadra Olimpica dei Rifugiati che ha partecipato ai Giochi olimpici di Rio e parteciperà nel 2021 ai Giochi di Tokyo. In particolare ha allestito in Kenya un campus dove i rifugiati possono soggiornare e allenarsi nella corsa.
Tegla Loroupe è ambasciatrice UNICEF e ambasciatrice ONU per lo sport.

## Record nazionali

### Seniores
- 5000 metri piani indoor: 14'51"69 ( Dortmund, 13 febbraio 1999)
- 20000 metri piani: 1h05'26"6 m ( Borgholzhausen, 3 settembre 2000)
- 25000 metri piani: 1h27'05"9 m ( Mengerskirchen, 21 settembre 2002)
- 30000 metri piani: 1h45'50"0 m ( Warstein, 6 giugno 2003)

## Palmarès
| Anno | Manifestazione             | Sede       | Evento        | Risultato | Prestazione | Note                  |
| ---- | -------------------------- | ---------- | ------------- | --------- | ----------- | --------------------- |
| 1992 | Giochi olimpici            | Barcellona | 10000 m piani | 17ª       | 32'53"09    |                       |
| 1993 | Mondiali                   | Stoccarda  | 10000 m piani | 4ª        | 31'29"91    |                       |
| 1993 | Mondiali di mezza maratona | Bruxelles  | Individuale   | Bronzo    | 1h10'12"    |                       |
| 1995 | Mondiali                   | Göteborg   | 10000 m piani | Bronzo    | 31'17"66    |                       |
| 1996 | Giochi olimpici            | Atlanta    | 10000 m piani | 6ª        | 31'23"22    |                       |
| 1997 | Mondiali                   | Atene      | 10000 m piani | 6ª        | 32'00"93    |                       |
| 1997 | Mondiali di mezza maratona | Košice     | Individuale   | Oro       | 1h08'14"    | Record dei campionati |
| 1997 | Mondiali di mezza maratona | Košice     | A squadre     | Argento   | 3h27'57"    |                       |
| 1998 | Mondiali di mezza maratona | Uster      | Individuale   | Oro       | 1h08'29"    |                       |
| 1998 | Mondiali di mezza maratona | Uster      | A squadre     | Oro       | 3h29'43"    |                       |
| 1999 | Mondiali                   | Siviglia   | 10000 m piani | Bronzo    | 30'32"03    | Record nazionale      |
| 1999 | Mondiali di mezza maratona | Palermo    | Individuale   | Oro       | 1h08'48"    |                       |
| 1999 | Mondiali di mezza maratona | Palermo    | A squadre     | Oro       | 3h27'40"    |                       |
| 2000 | Giochi olimpici            | Sydney     | 10000 m piani | 5ª        | 30'37"26    |                       |
| 2000 | Giochi olimpici            | Sydney     | Maratona      | 13ª       | 2h29'45"    |                       |
| 2005 | Mondiali                   | Helsinki   | Maratona      | 40ª       | 2h39'58"    |                       |

## Competizioni nazionali
1994
- Oro ai campionati kenioti di corsa campestre

## Altre competizioni internazionali
1992
- Oro alla Zevenheuvelenloop ( Nimega), 15 km - 50'53"

1993
- Oro alla Zevenheuvelenloop ( Nimega), 15 km - 50'06"
- Bronzo al Nairobi International Cross Country ( Nairobi) - 21'03"
- 9ª al Bayer Cross Country ( Bolbec)

1994
- Oro alla Maratona di New York ( New York) - 2h27'37"
- Oro alla Mezza maratona di Lisbona ( Lisbona) - 1h09'27"
- Oro alla BOclassic ( Bolzano)
- Argento alla Cinque Mulini ( San Vittore Olona)

1995
- Oro alla Maratona di New York ( New York) - 2h28'06"
- 9ª alla Maratona di Boston ( Boston) - 2h33'10"
- Oro alla Mezza maratona di Lisbona ( Lisbona) - 1h08'21"
- Oro alla Mezza maratona di Tokyo ( Tokyo) - 1h08'39"
- Oro alla BOclassic ( Bolzano)

1996
- Argento alla Maratona di Boston ( Boston) - 2h28'37"
- 7ª alla Maratona di New York ( New York) - 2h37'19"
- Oro alla Mezza maratona di Lisbona ( Lisbona) - 1h07'12"
- Oro alla Mezza maratona di Tokyo ( Tokyo) - 1h08'09"
- Oro alla Route de Vin Half Marathon ( Remich) - 1h08'43"
- Oro alla BOclassic ( Bolzano)

1997
- 7ª alla Maratona di New York ( New York) - 2h32'07"
- Oro alla Maratona di Rotterdam ( Rotterdam) - 2h22'07"
- Argento alla Mezza maratona di Tokyo ( Tokyo) - 1h07'43"
- Oro al Cross di Alà dei Sardi ( Alà dei Sardi ( Alà dei Sardi)

1998
- Bronzo alla Maratona di New York ( New York) - 2h30'27"
- Oro alla Maratona di Rotterdam ( Rotterdam) - 2h20'47"
- 7ª alla Maratona di Osaka ( Osaka) - 2h30'26"
- Oro alla Zevenheuvelenloop ( Nimega), 15 km - 50'06"

1999
- 7ª alla Grand Prix Final ( Monaco di Baviera), 3000 m piani - 8'47"25
- Oro alla Maratona di Berlino ( Berlino) - 2h20'43"
- Oro alla Maratona di Rotterdam ( Rotterdam) - 2h22'48"
- Argento alla Maratona di Osaka ( Osaka) - 2h23'46"
- Oro alla Mezza maratona di Lisbona ( Lisbona) - 1h07'52"
- Oro alla Mezza maratona di Amsterdam ( Amsterdam) - 1h09'20"
- Oro alla Parelloop ( Brunssum) - 31'55"

2000
- 5ª alla Grand Prix Final ( Doha), 3000 m piani - 8'55"99
- Oro alla Maratona di Londra ( Londra) - 2h24'33"
- 6ª alla Maratona di New York ( New York) - 2h29'35"
- Oro alla Maratona di Roma ( Roma) - 2h32'07"
- Oro alla Mezza maratona di Lisbona ( Lisbona) - 1h07'24"
- Argento alla Great North Run ( Newcastle upon Tyne) - 1h10'27"
- Oro alla New York Mini 10K ( New York) - 31'37"

2001
- Argento alla Maratona di Berlino ( Berlino) - 2h28'03"
- 8ª alla Maratona di Londra ( Londra) - 2h26'10"
- 4ª alla Mezza maratona di Lisbona ( Lisbona) - 1h08'16"
- 8ª alla Great North Run ( Newcastle upon Tyne) - 1h12'04"
- Argento alla London Flora Light Challenge for Women ( Londra), 5 km - 15'22"

2002
- Oro alla Maratona di Losanna ( Losanna) - 2h29'04"
- 4ª alla Mezza maratona di Lisbona ( Lisbona) - 1h15'03"

2003
- Oro alla Maratona di Colonia ( Colonia) - 2h33'48"
- 6ª alla Mezza maratona di Lisbona ( Lisbona) - 1h11'03"

2004
- 11ª alla Maratona di New York ( New York) - 2h33'11"
- Oro alla Maratona di Lipsia ( Lipsia) - 2h29'40"
- Oro alla Mezza maratona di Graz ( Graz) - 1h18'04"
- Oro alla Mezza maratona di Singapore ( Singapore) - 1h22'10"

2005
- 11ª alla Maratona di Londra ( Londra) - 2h34'42"
- 4ª alla New York Mini 10K ( New York) - 32'52"

2006
- 5ª alla Maratona di Rotterdam ( Rotterdam) - 2h33'24"
- Argento alla Maratona di Venezia ( Venezia) - 2h35'50"

2007
- 8ª alla Maratona di New York ( New York) - 2h41'50"
- Bronzo alla Maratona di Las Vegas ( Las Vegas) - 2h41'37"
- 6ª alla Maratona di Mumbai ( Mumbai) - 2h42'52"

2008
- 12ª alla Maratona di Nagano ( Nagano) - 2h49'15"

2009
- 16ª alla Great North Run ( Newcastle upon Tyne) - 1h19'41"
- 10ª alla Great Yorkshire Run ( Sheffield) - 34'54"

2011
- 35ª alla Maratona di New York ( New York) - 2h54'59"
- Argento alla Maratona di Copenhagen ( Copenaghen) - 2h46'32"